# Matthew Man-Oso Ndagoso
Matthew Man-oso Ndagoso (Lot, 3 gennaio 1960) è un arcivescovo cattolico nigeriano, dal 16 novembre 2007 arcivescovo metropolita di Kaduna.

## Biografia

### Formazione e ministero sacerdotale
Dopo essere entrato nel seminario, ha compiuto gli studi filosofici e teologici a Roma presso la Pontificia università "San Tommaso d'Aquino" dove ha conseguito il dottorato in teologia ed è stato ordinato sacerdote il 4 ottobre 1986.
Dopo l'ordinazione sacerdotale è stato amministratore della cattedrale di Yola e segretario della commissione diocesana per l'educazione. Successivamente è stato nominato rettore del seminario maggiore di Kaduna.

### Ministero episcopale
Il 6 febbraio 2003 papa Giovanni Paolo II lo ha nominato vescovo di Maiduguri.
Ha ricevuto l'ordinazione episcopale il 1º maggio 2003 dalle mani del vescovo di Kano Patrick Francis Sheehan, co-consacranti il vescovo di Yola Christopher Shaman Abba e il vescovo emerito di Maiduguri Senan Louis O'Donnell, suo predecessore.
Il 16 novembre 2007 papa Benedetto XVI lo ha nominato arcivescovo metropolita di Kaduna. Ha ricevuto il pallio il 29 giugno 2008.
Ha partecipato alla XIV assemblea generale ordinaria sinodo dei vescovi nel 2015 dal tema La vocazione e la missione della famiglia nella Chiesa e nel mondo contemporaneo.

## Genealogia episcopale e successione apostolica
La genealogia episcopale è:
- Cardinale Scipione Rebiba
- Cardinale Giulio Antonio Santori
- Cardinale Girolamo Bernerio, O.P.
- Arcivescovo Galeazzo Sanvitale
- Cardinale Ludovico Ludovisi
- Cardinale Luigi Caetani
- Cardinale Ulderico Carpegna
- Cardinale Paluzzo Paluzzi Altieri degli Albertoni
- Papa Benedetto XIII
- Papa Benedetto XIV
- Papa Clemente XIII
- Cardinale Marcantonio Colonna
- Cardinale Giacinto Sigismondo Gerdil, B.
- Cardinale Giulio Maria della Somaglia
- Cardinale Carlo Odescalchi, S.I.
- Cardinale Costantino Patrizi Naro
- Cardinale Lucido Maria Parocchi
- Papa Pio X
- Papa Benedetto XV
- Papa Pio XII
- Cardinale Eugène Tisserant
- Papa Paolo VI
- Arcivescovo Amelio Poggi
- Vescovo Patrick Francis Sheehan, O.S.A.
- Arcivescovo Matthew Man-oso Ndagoso

La successione apostolica è:
- Vescovo Habila Tyiakwonaboi Daboh (2023)